# 말소등기청구권
말소등기청구권은 근저당권설정등기나 소유권이전등기 등의 말소등기절차이행청구로 민법 제214조의 소유권에 기한 방해배제청구권이다.

## 요건
1. 원고에게 소유권이 있을 것
2. 피고의 등기가 있고
3. 그 등기가 원인무효일 것